# أو تي آر-21 توشكا
أو تي آر-21 توشكا صاروخ باليستي تكتيكي سوفيتي، ترميز هذا الصاروخ بحسب جي آر إيه يو هو (9K79)؛ أما بحسب الناتو فترميزه SS-21 Scarab. يُحمل هذا الصاروخ على عربة 9P129 ويُرفع لأعلى بشكل شبه
بدأ استخدان الصاروخ الأمامي في ألمانيا الشرقية في عام 1981 ليحل محل سلسلة 9كيه52 لونا-إم السابقة من صواريخ المدفعية غير الموجهة.

## التطوير
بدأ تطوير صاروخ أو تي آر-21 توشكا في العام 1968 وبدأ انتاجه في العام 1973 ودخل الخدمة في الجيش السوفييتي في العام 1976 وتم تصديره إلى العديد من دول حلف وارسو والدول الحليفه للسوفييت.

## المهام
الغرض الرئيسي من الصاروخ أو تي آر-21 توشكا هو الاستعمال في ساحة المعركة، حيث يقوم باستهداف مراكز القيادة وبطاريات الدفاع الجوي وتجمعات المشاة والعربات المعادة والجسور وعقد المواصلات الحيوية.

## المواصفات
يستطيع الصاروخ أو تي آر-21 توشكا حمل رؤوس حربيه تقليدية أو كيميائية أو نووية، ويصل مدى النسخة الاساسيه منه إلى 70 كم وهامش الخطأ عن الهدف CEP بحدود 160 مترا «النسخة Scarab-A».يمتلك هذا الصاروخ نظام توجيه بالقصور الذاتي ويطلق من منصات TEL حيث يتم اطلاق الصاروخ في وضعيه شبه عمودية، ويبلغ وقت انتشار المنصة «التحول من وضعية الحركة إلى الإطلاق» بحدود 20 دقيقة، وبعد الإطلاق تستطيع المنصة مغادرة المكان بعد 1.5 دقيقه من الإطلاق.
الصاروخ أو تي آر-21 توشكا يتم نقله واطلاقه من منصات متحركه مبنيه على عربة نوع BAZ-5921 ذات الدفع السداسي 6×6 وعجله منصة الإطلاق تحمل نظاما للحماية من اسلحة الدمار الشامل وهي برمائيه بالكامل «قادره على عبور الانهر والمستنقعات» حيث تستعين العربة بمحركين مائيين للحركه في المياه.
الصاروخ أو تي آر-21 توشكا واثناء نقله فوق منصه الإطلاق يكون مخبأ داخل عربه المنصة لحمايته من الاصابات المباشرة والتأثيرات البيئيه «حرارة، رطوبه، ثلوج....».
تصاحب منصه الإطلاق بالعادة عربه أخرى لاعادة التذخير تكون مبنيه على شاسيه العربة BAZ-5922 ذات الدفع السداسي 6×6 وهي أيضا برمائيه بالكامل. وتحمل عربة إعادة التذخير صاروخين نوع أو تي آر-21 توشكا ومزود برافعه «كرين» اما وقت إعادة التذخير فيصل إلى 20 دقيقة.
لواء صواريخ أو تي آر-21 توشكا يتكون بالعادة من 18 منصه اطلاق.

## النسخ
- نسخه Tochka-U أو بتسمية الناتو SS-21 Scarab-B: وهي نسخه محسنه من الاساسية وبمدى يصل إلى 120 كم وهامش خطأ اقل وقد دخل الخدمة في العام 1989.[2]
- نسخه SS-21 Scarab-C «لايعرف الاسم الروسي لها»: وقد تم تطويرها في عقد التسعينات ويصل مداها إلى 185 كم وهامش خطأ اقل.
- نسخه SS-23 Spider «الاسم الروسي Oka»: وهي نسخه أطول من Tochka ويصل مداها إلى 480 كم لكن تم حظر هذا الصاروخ وفقا لمعاهدة الحد من انتشار الصواريخ البالستية.
- نسخه KN-02: وهي نسخه كوريه شمالية «بالهندسة العكسية» وهي بمدى أعلى ودقه أكبر.[3]

## الاستخدم في المعارك

### اليمن
استخدمت حكومة علي عبد الله صالح في اليمن الشمالي سابقاً تستخدم صواريخ توشكا ضد القوات الجنوبية خلال الحرب الأهلية اليمنية (1994) ردا على هجمات صواريخ سكود. خلال التدخل العسكري في اليمن أطلق الحوثيين والقوات الموالية لعلي عبد الله صالح صاروخ توشكا على مستودع للأسلحة في معسكر صافر بمحافظة مارب تتمركز فيه قوات التحالف العربي، مما أسفر عن مقتل 60 جندي (45 إماراتي و10 سعوديين و5 بحرينيين).

## المستخدمين

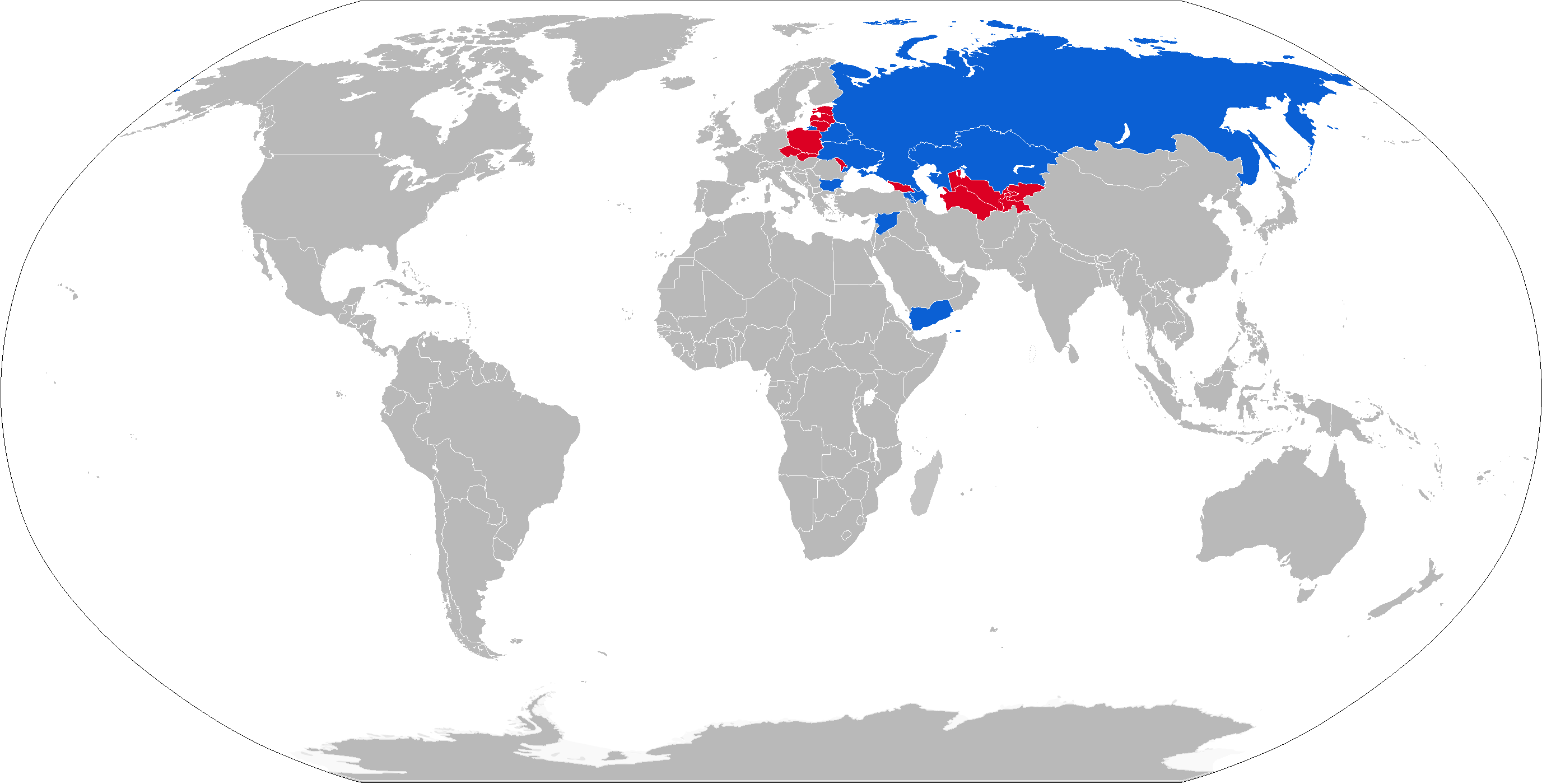
مستخدمي صاروخ توشكا باللون الأزرق حالياً، والأحمر سابقاً

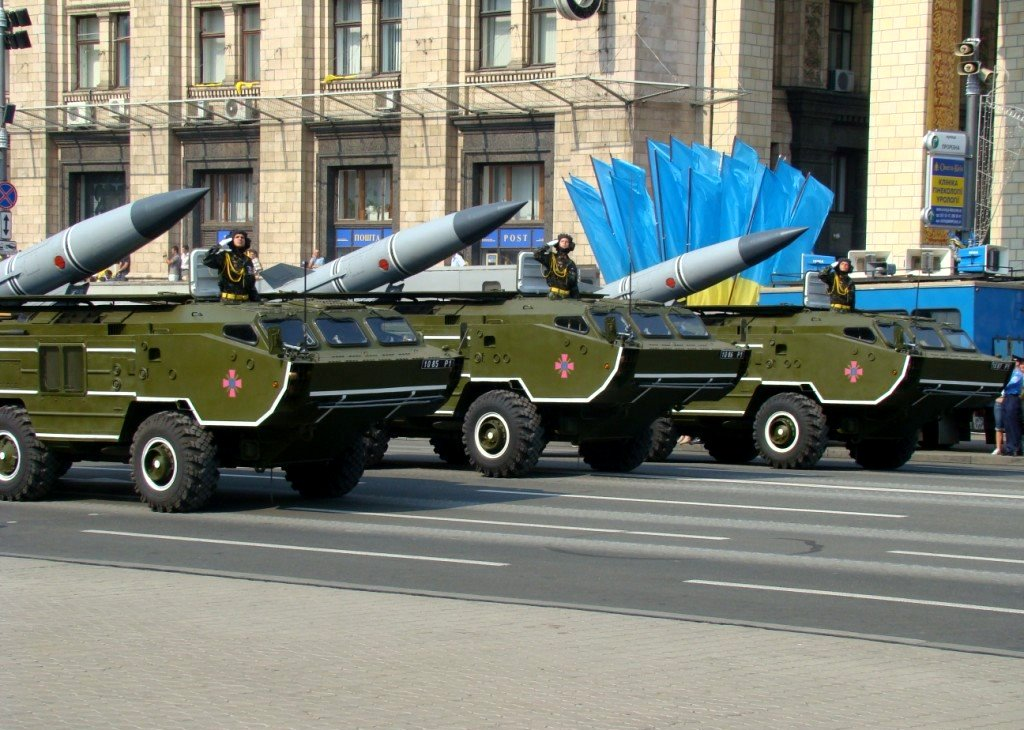
صواريخ توشكا الأوكرانية خلال موكب عيد الاستقلال في كييف

### حالياً
أرمينيا8 قاذفات توشكا-U على الأقل.
 أذربيجان3 قاذفات توشكا-U مع 4 صواريخ.
 بيلاروس36 
 بلغاريا18 
 كازاخستانعدد غير معروف
 روسيا580 قاذفة مع أكثر من 1500 صاروخ. وقد تم تطوير أنظمة الصواريخ منذ عام 2004 (استبدال بنظام التحكم الآلي) ومن المقرر أن يتم استبدالها بصواريخ إسكندر.
 أوكرانيا90 
 سوريا23 قاذفة وأكثر من 150 صاروخ.
 اليمن20 قاذفة وأكثر من 200 صاروخ.
 كوريا الشماليةعدد غير معروف من البديل KN-02.
 الجزائرحوالي 37 قاذفة وحوالي 300 صاروخ (العدد الحقيقي غير معروف).

## وصلات خارجية
- SS-21 Scarab article on Warfare.ru
- Tochka-U Video
- SS-21 Scarab (9K79 Tochka)
- (بالروسية) OTR Tochka
- MissileThreat.com SS-21